# 近衛家久
近衛 家久（このえ いえひさ、旧字体：近󠄁衞 家久）は、江戸時代中期の公家・公卿、関白、太政大臣、准三宮。

## 経歴
父は近衛家熙。母は霊元天皇第二皇女の憲子内親王、従姉に近衛熙子（6代将軍徳川家宣御台所）。
元禄8年（1695年）に従三位に叙され、公卿となる。享保11年（1726年）から元文元年（1736年）まで関白、ならびに藤氏長者を務めた。享保17年（1732年）には祖父・近衛基熙、父・近衛家熙に続き太政大臣に就任し、他の摂家より優位に立ち、朝政を牛耳った。当時の将軍は徳川吉宗であったが、先々代の徳川家宣の御台所で家久の伯母である近衛熙子（天英院）は存命であり、近衛家3代に亘る朝廷独占に繋がった。また島津家や徳川家との外戚関係を築いたことも要因となった。しかし、中御門天皇側近や他の摂家から非難されることも多かった。享保18年（1733年）太政大臣を辞す。
なお、山口和夫は通説では家久の母方の祖父である霊元院が父方の祖父である近衛基熙を非難したとされる下御霊神社奉納の呪詛の祈願文（霊元院宸筆御祈願文）の作成年代を再検討し、享保17年（1732年）を正しい作成年代と評価し、この文章で非難の対象となったのは家久であるとする説を唱えている。つまり、山口説に従えば、霊元院は自らの孫を「私曲邪佞の悪臣」と悪し様に罵っていたことになる。
1737年（元文2年8月17日）に薨去。享年51。
日記に『家久公記』がある。父同様に茶の湯や有職故実などの文芸に優れており、和歌も多く残されている。後に家久の後任の太政大臣となる一条兼香とは長い間対立関係にあった。

## 家族・親族
- 父：近衛家煕
- 母：憲子内親王（霊元天皇の皇女）
- 正室：亀姫（島津綱貴の娘）
- 側室：満君（島津吉貴の娘）
- 側室：家女房（真涼院）
  - 長女：転陵院（尾張藩第9代藩主徳川宗睦正室）（1721-1786）
  - 長男：近衛内前（1728-1785）
- 生母不明の子女
  - 次女：宝蓮院（田安徳川家初代当主徳川宗武正室）（1730-1778）

## 系譜

### 近衞家
近衞家は、藤原忠通の子である近衞基実を始祖とし、五摂家の一つであった。

### 皇室との関係
後陽成天皇の男系五世子孫である。後陽成天皇の第四皇子で近衛家を継いだ近衛信尋の男系後裔。

詳細は皇別摂家#系図も参照のこと。
- 係累縁者が多数に上るため、後陽成天皇以降の歴代天皇および関連する男系男子の人物を記載した。そのため、母方の系図は省略している。
- 高祖父の近衞信尋は、後陽成天皇の第四皇子として生まれ、近衞信尹の養子となり、近衞家を継承した。